# Bataille de Shigino
 (juillet 2019).
Si vous disposez d'ouvrages ou d'articles de référence ou si vous connaissez des sites web de qualité traitant du thème abordé ici, merci de compléter l'article en donnant les références utiles à sa vérifiabilité et en les liant à la section « Notes et références ».
Siège d'Osaka
La bataille de Shigino, menée dans les derniers mois de 1614, est une des batailles parallèles au siège d'Osaka, campagne du shogunat Tokugawa pour détruire ou soumettre le clan Toyotomi, dernière résistance à son pouvoir.
Cinq mille soldats des Tokugawa, menés par Uesugi Kagekatsu, affrontent 2 000 hommes loyaux aux Toyotomi en un endroit appelé Shigino, de l'autre côté de la rivière Yamato (de nos jours appelée la Neya-gawa) par rapport au site de la bataille d'Imafuku, antérieure de quelques semaines. Les troupes des Tokugawa reçoivent des renforts de Niwa Nagashige et Horio Tadatoki, dont les forces comprennent un certain nombre d'arquebusiers. Ils apportent l'ordre de Tokugawa Ieyasu, commandant des Tokugawa, qu'Uesugi Kagekatsu se retire de la bataille et se repose; Kagekatsu fait valoir qu'il s'agit d'une atteinte à son honneur car il est de tradition que les Uesugi ne se retirent jamais d'une bataille en cours.

## Source de la traduction
- (en) Cet article est partiellement ou en totalité issu de l’article de Wikipédia en anglais intitulé « Battle of Shigino » (voir la liste des auteurs).